# 蓋茨 (紐約州)
蓋茨（英語：Gates）是一個位於美國紐約州門羅縣的鎮。

## 人口
根據2020年美國人口普查的數據，蓋茨的面積為39.58平方千米，當中陸地面積為39.37平方千米，而水域面積為0.21平方千米。當地共有人口29167人，而人口密度為每平方千米737人。